# 100309 Місузуканеко
100309 Місузуканеко (100309 Misuzukaneko) — астероїд головного поясу, відкритий 20 квітня 1995 року.
Тіссеранів параметр щодо Юпітера — 3,420.